# Boo-Inseln
Die Boo-Inseln (indonesisch Kepulauan Boo, niederländisch Boo-eilanden) sind eine indonesische Inselgruppe in der Halmaherasee. 

## Geographie
Die Inselgruppe liegt im Raja-Ampat-Archipel, 20 km westlich der Kofiau-Inseln und 90 km südwestlich der Insel Gag.
Die Boo-Inseln bestehen aus rund 18 unbewohnten Inseln, wovon Boo Besar (Pulau Boo Besar) im Westen die größte ist. Am östlichen Ende der Gruppe, etwa 7 km von Boo Besar entfernt, liegt die zweitgrößte Insel Boo Kecil (Pulau Boo Kecil), deren Umriss an ein Atoll erinnert.